# MokumTV
MokumTV is een lokale omroep in Amsterdam.
MokumTV is in 1982 begonnen als televisie-piraat.
Het is samen met Amsterdam Televisie de oudste nog bestaande lokale omroep van Amsterdam. De zender was min of meer de thuishaven voor uiteenlopende artiesten als Johnny Jordaan, Tante Leen, Leo Fuld etc. Met de komst van de rubriek Appeltjes van Oranje, met vele spectaculaire onthullingen over het Huis van Oranje veranderde MokumTV in een absurd-anarchistische zender, waaraan onder anderen ook Rob Muntz zijn medewerking verleende. Uit handen van staatssecretaris Rick van der Ploeg ontving MokumTV op 29 september 2001 de Amsterdam Television Award nadat ze uit zo'n 170 lokale omroepen gekozen was tot winnaar in de categorie 'beste televisieprogramma'.
De programma's worden gemaakt door Mohamed el-Fers en René Zwaap. Later werd het team medewerkers uitgebreid met Henry Ree, Annemieke Telkamp, Peter Pols en Murat Kırbaçoğlu. MokumTV werd tot 2008 uitgezonden via de UPC-kabel in Groot Amsterdam en Purmerend op kabelkanaal (A1).
MokumTV was medio 2007 naast dit lokale Salto-kanaal enige tijd in heel Nederland op tv te ontvangen via KPN's MediaMall.
Na een conflict met Salto-directeur Rudolf Buurma stopte MokumTV via Salto uit te zenden en zal "alleen nog in bijzondere gevallen gebruik te maken van dit mongolenzendertje". Sinds juli 2006 is MokumTV 'on demand' via o.a. YouTube en GoogleVideo te bekijken.